# CitySpire Center
Il CitySpire Center è un grattacielo ubicato a New York, sul lato sud della 56ª strada Ovest, tra la sesta e la settima Avenue a Manhattan. La costruzione del palazzo è stata completata nel 1989; è composto da 75 piani per un'altezza di 248 metri.
Nel 2004 è stato acquistato dalla società Tishman Speyer.